# Spontaneous Combustion (album)
Spontaneous Combustion è un album in studio del supergruppo statunitense Liquid Trio Experiment, pubblicato il 23 ottobre 2007 dalla Magna Carta Records.

## Descrizione
Come indicato dal batterista Mike Portnoy nelle note di copertina, Spontaneous Combustion contiene registrazioni effettuate nel periodo dell'incisione di Liquid Tension Experiment 2 durante l'assenza del chitarrista John Petrucci dovuta alla gravidanza della moglie.

## Tracce
1. Chris & Kevin's Bogus Journey – 7:53
2. Hot Rod – 6:21
3. RPP – 3:06
4. Hawaiian Funk – 4:38
5. Cappuccino – 3:26
6. Jazz Odyssey – 8:49
7. Fire Dance – 8:22
8. The Rubberband Man – 6:51
9. Holes – 4:39
10. Tony's Nightmare – 2:48
11. Boom Boom – 6:34
12. Return of the Rubberband Man – 9:43
13. Disneyland Symphony – 4:46

## Formazione
Gruppo
- Tony Levin – basso
- Mike Portnoy – batteria
- Jordan Rudess – tastiera

Produzione
- Chris Cubeta – registrazione
- Pat Thrall – ingegneria del suono aggiuntiva
- Spyros Poulos – ingegneria del suono aggiuntiva
- Kosaku Nakamure – ingegneria del suono aggiuntiva
- Jim Brick – mastering